# Xavier Dang
Pour les articles homonymes, voir Dang.
Xavier Dang, né le 26 août 1980 à Clichy et plus connu sous le pseudonyme mistermv, est un streameur, vidéaste, animateur et musicien français spécialisé dans le jeu vidéo et le speedrun.
Dans un premier temps compositeur de musique électronique et de musique de jeux vidéo à partir de la fin des années 1990, il se reconvertit progressivement dans le streaming au début des années 2010.

## Biographie

### Enfance et vie avant le Web
Découvrant le jeu vidéo avec la Nintendo NES, Xavier Dang est passionné de jeu vidéo depuis son enfance. Souffrant de problèmes familiaux et de phobie scolaire au collège, il est déscolarisé après des années de cours par correspondance et d'hôpital de jour,.
Il obtient par la suite un DEUG d'anglais via le CNAM. Bilingue, il découvre Internet et l'univers de la musique de jeu vidéo d'abord via des canaux anglophones, notamment via les chats IRC. Avant de travailler de façon établie dans le streaming et la musique de jeu vidéo, il travaille notamment dans des centres aérés,.

### Musique électronique
Il commence à composer de la musique en 1998, à l'âge de 18 ans, l'utilisant alors comme une échappatoire de sa jeunesse difficile,. Il travaille notamment dans le domaine de la musique libre, par le biais de son label Hellven, un netlabel sur lequel seront publiés plus d'une centaine de singles et d'albums libres,. Hellven regroupera de nombreux compositeurs de la demoscene comme Andrew Sega (en) ou Jake Kaufman avant d'être finalement dissout en 2007,. Il compose à partir de cette époque plusieurs bandes-sons de jeux vidéo, notamment pour des jeux Game Boy Advance ou Nintendo DS dans les années 2000, comme Crazy Frog Racer ou Western Lords,,.
Plus tard, en parallèle de sa carrière de streamer, il revient à la musique de jeux vidéos en composant la musique du jeu Bokida entre 2013 et 2017, puis en 2020 celle d'un DLC gratuit du jeu de rythme Old School Musical,. Parallèlement, il publie différents EP sur Bandcamp et permet l'utilisation gratuite de ses créations aux autres vidéastes sur Twitch.
Essentiellement compositeur de musique électronique, les compositions de Xavier Dang oscillent entre l'ambient et le chiptune, deux genres inspirés de ses propres expériences vidéoludiques dont il fait parfois des reprises. Il reprend par exemple un morceau de la bande-son du jeu Parasite Eve pour la compilation World 1-2 du label Brave Wave Productions (en) à laquelle participent d'autres compositeurs du monde du jeu vidéo comme Ben Prunty, Chipzel, Akira Yamaoka, ou encore Manami Matsumae. 
En mars 2021, il diffuse sur sa chaîne un concert de Danger, inspiré par les jeux Haven et Furi dont ce dernier a signé la bande originale.  

### Speedrun
Actif dans ce milieu dès ses débuts dans le streaming, il est l'un des speedrunners français les plus connus, classé notamment sur les jeux Super Meat Boy, Final Fantasy VI et DuckTales Remastered — Xavier Dang détenant par ailleurs le record du monde de la catégorie « Any% » sur ce dernier jeu,. Plus tard, il "run" également les jeux Super Mario Odyssey et Final Fantasy VII Remake,.
Entre 2012 et 2017, il tient à plusieurs reprises la rediffusion simultanée en français de l'Awesome Games Done Quick, un marathon de speedrun caritatif anglophone,,. En 2015, il organise Tears of Legends, un événement de speedrun sur The Binding of Isaac.
Il est l'un des commentateurs de l'événement de speedrun Bourg-la-Run au profit de l’Institut du cerveau et de la moelle épinière en 2019 avant d'organiser son propre événement caritatif annuel de speedrun, SpeeDons, à partir de 2021.

### Streaming
Un des plus anciens streameurs réguliers français, il démarre ses activités sur les plates-formes de streaming communes eLive et Showprime en 2011 puis sur Twitch (et son prédécesseur Justin.tv) en 2012, à la fois en français et en anglais via Ken Bogard. Il y présente notamment diverses émissions sur le speedrun, ce qu'il fera également pour la chaîne en ligne O'Gaming TV en 2013 et 2014, recommandé par Ken Bogard et At0mium,.
Dans le courant des années 2010, il participe à de nombreuses web TV dont Millenium, O'Gaming TV, la ZTV — la chaîne du vidéaste Zerator — puis Gaming Live chez Webedia, hébergée sur jeuxvideo.com à partir de 2014,. Il quitte cette dernière en 2016 afin de se lancer pleinement de façon indépendante sur Twitch, où il fait son retour.
Streamer dit « multi-gaming » (non-centré sur un style de jeu vidéo en particulier), il se fait connaître en axant ses diffusions sur la présentation et la complétion de jeux vidéo indépendants ainsi que le speedrun, d'abord via des émissions comme Indéfinitivement (jeux indépendants), Hard Rogue (jeux de type roguelike), ou Nouveau Jeu fini à la pisse (jeux rétro). Il réalise également des séries de streams plus éclectiques, comme un Tour de France virtuel entier sur un vélo d'appartement en 2015 ou des commentaires en direct de grands événements du jeu vidéo comme l'E3 ou les Game Awards. Il streame également en direct ses compositions musicales sur une chaîne Twitch annexe[source secondaire souhaitée].
En 2017, il présente le tournoi international GeForce GTX Challenge de NVIDIA avec Zerator,. En 2020, sa chaîne Twitch fait alors partie des diffusions françaises les plus regardées,,, avec régulièrement plusieurs dizaines de milliers de spectateurs simultanés. Depuis cette même année, il diffuse et fait partie des vidéastes animant l'événement en ligne Games Made In France, remplaçant la Paris Games Week en 2020 et se poursuivant indépendamment du salon les années suivantes,. Depuis cette période, il est l'un des streameurs français les plus suivis et regardés de la plateforme.
Depuis 2021, il participe notamment au club de football virtuel sur FIFA 21 « FC Silmi » dirigé par Domingo de février à juin 2021, et ses itérations successives sur les jeux FIFA des années suivantes. La même année, il participe à l'événement virtuel massif GTA RPZ sur Grand Theft Auto V ayant rassemblé des dizaines d'autres streameurs au mois d'avril,.
Il assume également depuis début 2021 la diffusion et la production de l'émission Game of Rôles, un jeu de rôle sur table en actual play conçu par FibreTigre, auquel il participe également en tant que joueur,.
En 2024, il est, avec Clément Viktorovitch, parrain du Frames Festival d'Avignon, un évènement dédié aux vidéastes web, aidant à la conception de la programmation.

### Esport
En février 2022, il annonce être l'un des fondateurs de la structure esport Aegis avec Kévin « Shaunz » Ghanbarzadeh et Alexis « DFG » Rodrigues. La structure annonce dans un premier temps 3 joueurs sur le jeu Teamfight Tactics, puis une équipe League Of Legends qui évolue en LFL pour les saisons 2023  et 2024, et un joueur de Street Fighter 6 en 2024.

## Engagement caritatif

### Z Event
Il participe à toutes les éditions du projet caritatif Z Event depuis 2017. En 2018, il récolte plus de 200 000 euros dans sa cagnotte personnelle pour Médecins sans frontières, puis participe au record mondial de récolte lors d'un événement de ce type au Z Event 2019 pour l'Institut Pasteur,.
Au Z Event 2020, qu'il doit faire à distance car cas contact au Covid-19, il récolte sur sa cagnotte personnelle plus de 340 000 euros pour Amnesty International lors du week-end,. Grâce au succès de l'événement, il annonce prévoir un album en collaboration avec de nombreuses personnalités de la musique, dont le rappeur Vald, M83, Mister V ou encore Carpenter Brut,. La présence de Vald est justifiée car celui-ci a, dans plusieurs interviews,, évoqué Mister MV comme sa « passion », le faisant également apparaître en easter egg dans le clip de Rappel, un titre de l'album Ce monde est cruel,.
Pour le Z Event 2021 au profit d'Action contre la faim, pendant lequel plus de 10 millions d'euros sont collectés, il récolte 357 000 euros dans sa cagnotte personnelle.
En 2022, dans un Z Event sur le thème de l'écologie qui récolte également plus de 10 millions d'euros, sa cagnotte totalise 406 000 euros.
Lors du Z Event 2024, récoltant de l'argent pour cinq associations françaises luttant contre la précarité, sa cagnotte personnelle atteint plus de 325 000 euros parmi les plus de 10 millions à nouveau récoltés par l'événement.

### SpeeDons
Avec le succès de certains rassemblements caritatifs comme le Z Event, Médecins du monde contacte une agence dans le but de proposer des événements ponctuels autour du jeu vidéo sur Twitch afin de pouvoir effectuer des levées de fonds. Xavier Dang est alors mis en relation avec l'association et leur propose un événement autour du speedrun, à la manière des Games Done Quick. Initialement annoncé pour mars 2020, l'événement est reporté en raison de la pandémie de Covid-19 en France,. La première édition du marathon caritatif a finalement lieu du 5 au 8 mars 2021. La quatrième édition se déroule du 29 février au 3 mars 2024 au Centre de congrès de Lyon. La cinquième édition se déroule du 27 février au 2 mars 2025, toujours au Centre de congrès de Lyon.

## Discographie

### Albums
- 2001 : someone (EP)
- 2012 : MEGA MAN 11 Soundtrack Project
- 2013 : BOKIDA - Alpha Soundtrack
- 2014 : Hours - The Best Of Timed Competitions
- 2014 : the state (EP)
- 2015 : metamorphoses (EP)
- 2017 : Bokida: Heartfelt Reunion Soundtrack
- 2017 : release (EP)
- 2019 : Pixelated Timeline
- 2020 : Musings I (EP)
- 2020 : Old School Musical: Mv Expo![66]
- 2021 : Musings II (EP)

### Jeux vidéo
- 2004 : Western Lords (projet annulé)
- 2005 : Ultimate Arcade Games
- 2005 : Crazy Frog Racer (version pour Game Boy Advance)
- 2006 : Wild West Billy
- 2006 : The Bee Game (Maya l'abeille)
- 2006 : Premier Action Soccer
- 2008 : Miner 2049er
- 2013 : Football Heroes[67]
- 2013 : Bokida
- 2017 : Bokida: Heartfelt Reunion
- 2020 : Old School Musical (DLC)[68]
- 2023 : Noreya: The Gold Project[69]

### Collaborations
- 2013 : World 1-2: The Complete Collection (Brave Wave Productions)[70] : Primal Perspective (reprise de Primal Eyes et Missing Perspective de la bande-son de Parasite Eve)
- 2024 : GIANTS (Brave Wave Productions)[71] : Stage 4-2 & Stage 1-1 (Ninja Gaiden 3)